# Маріна Сатті
Маріна Сатті (грец. Μαρίνα Σάττι, англ. Marina Satti, нар. 26 грудня 1986, Афіни, Греція) — грецька співачка, авторка пісень та музична продюсерка. Представниця Греції на Пісенному конкурсі Євробачення 2024. Її музика здебільшого характеризується поєднанням традиційних грецьких, арабських, балканських та анатолійських мотивів із міськими елементами, ритмом і постановкою.

## Біографія
Сатті народилася в Афінах у сім'ї араба суданського походження і матері-гречанки. Виросла в Іракліоні на Криті. Почала вивчати класичне фортепіано в ранньому віці, а класичний вокал – у середній школі. Згодом Маріна вступила до Національного технічного університету Афін, щоб вивчати архітектуру, але не закінчила навчання.
У 2008 році, після навчання у баритона Паноса Дімаса, Сатті здобула перший ступінь з ліричної монодії з відзнакою та першу премію. Через рік вона здобула другий ступінь з поглиблених класичних студій, а також вивчала джаз у консерваторії Накаша. Закінчила музичний коледж Берклі за спрямуванням джазова композиція, сучасне письмо та продюсування, де навчалася на стипендії. Серед її вчителів у Берклі були Джеймі Хаддад і Даніло Перес.

## Кар'єра
Сатті була учасницею Європейського джазового оркестру Європейської мовної спілки, а також виступала як співачка World Jazz Nonet у Центрі Джона Ф. Кеннеді у Вашингтоні. Разом із Боббі Макферріном вона створила вокальний а капела гурт The Singing Tribe. У 2016 році Сатті заснувала Fonés («Голоси»), жіночий акапельний гурт, який виконує традиційні поліфонічні пісні. Fonés виступали на таких майданчиках, як театр в Епідаврі, Одеон Ірода Аттичного, Афінський концерт-холл «Мегарон» і Культурний центр імені Ставроса Ніархоса.
У 2016 році випустила сингл «Koupes», який набрав понад 24 млн переглядів на YouTube і був доданий до 20-річного ювілейного альбому Ravin & Bob Sinclar Buddha Bar. У 2017 році її наступний сингл «Mantissa» увійшов до офіційних чартів Топ-100 Європейського Союзу та Топ-40 Болгарії. Global Citizen назвав сингл «піснею літа». Джоанна Какісіс, афінська кореспондентка NPR, описала пісню як «літній хіт, що наповнює покоління надією».
У 2017 році Сатті керувала серією культурних заходів, які призвели до створення хору Chόres, що складається зі 150 жінок віком 13-55 років. У 2020 році Chόres презентували традиційні пісні в археологічних місцях.

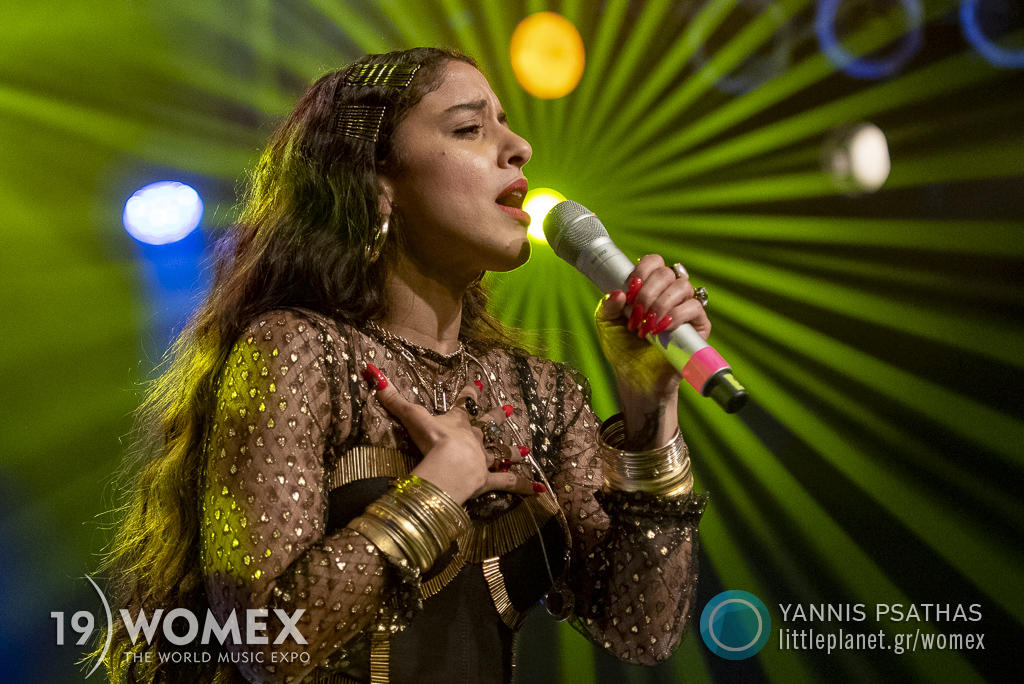
Маріна Сатті на Womex19

У червні 2018 року Сатті та Fonés представили YALLA!, репертуар світової музики та попкомпозицій і виконань традиційної музики Східного Середземномор’я, яка вперше була виконана в театрі Меліни Меркурі, а потім гастролювали у Франції, Великій Британії, Швейцарії, а також у Тампере, Фінляндія на World Music Expo 2019. 
У травні 2022 року випустила свій дебютний альбом YENNA, який отримав комерційне й критичне схвалення. Після випуску альбому відбувся європейський тур, який тривав понад 4 місяці.
24 жовтня 2023 року Сатті оголосили представницею Греції на Пісенному конкурсі Євробачення 2024.